# Stumm (Montanunternehmer)

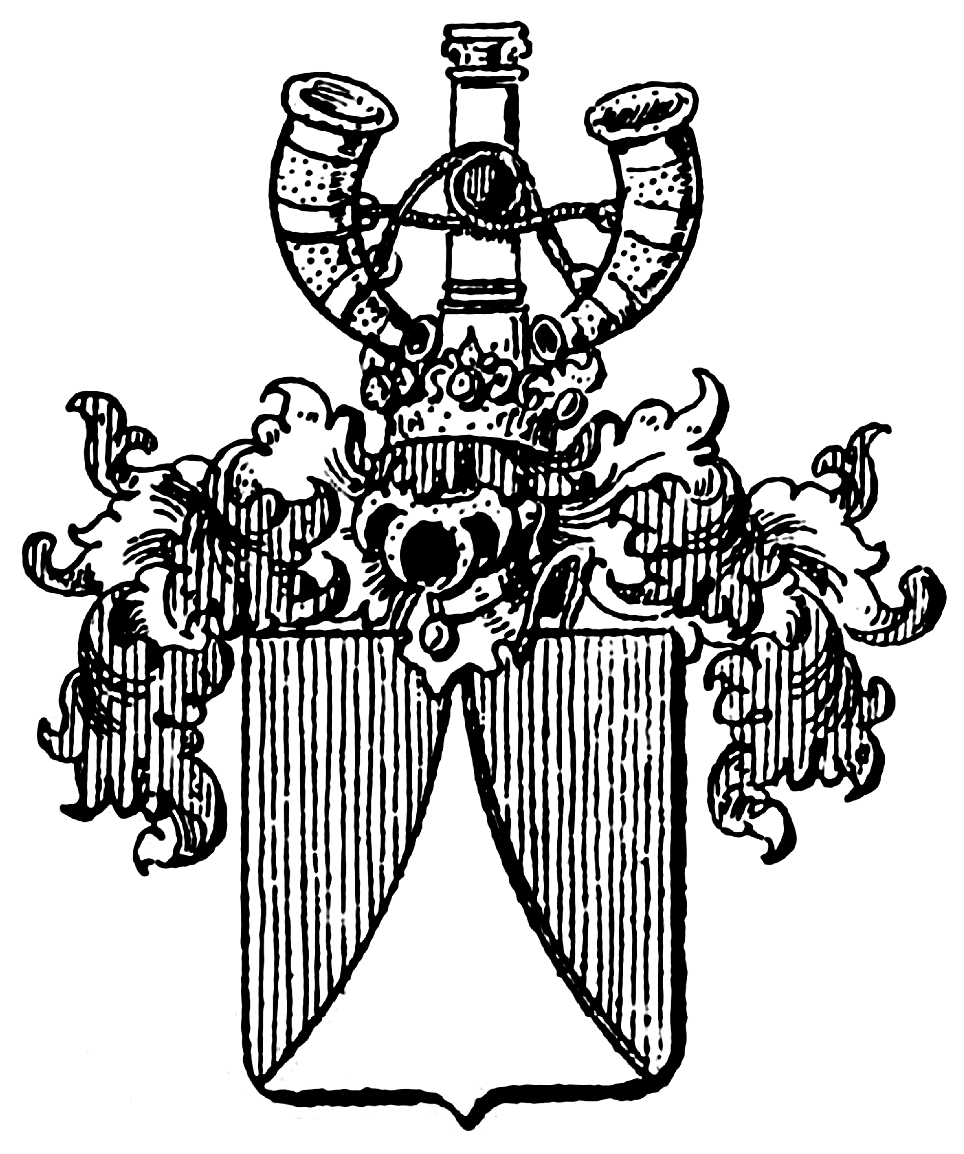
Wappen derer von Stumm

Die Familie Stumm gehört mit ihrem Hauptvertreter Carl Ferdinand von Stumm-Halberg zu den bedeutenden Industriellendynastien der Montanindustrie Südwestdeutschlands. In fünf Generationen sind in der Zeit der Proto-Industrialisierung im 18. Jahrhundert und in der Zeit der industriellen Revolution und der Hochindustrialisierung im 19. Jahrhundert mehr als zwanzig Eisenhämmer und Eisenhütten durch sie betrieben oder errichtet worden. Die Familie entstammte dem Hunsrück, wo auch die meisten Werke zu finden sind. Wie bei der bedeutenden Orgelbauerfamilie Stumm liegen die Ursprünge der Familie in dem Ort Rhaunensulzbach.

## Bekannte Vertreter

### Erste Generation
Die erste Generation hat ihren Sitz in Hammer Birkenfeld. Ihre Blütezeit ist in der ersten Hälfte des 18. Jahrhunderts. Ihr Vertreter ist:
- Johann Nicolaus Stumm (1669–1742)

#### Werkliste
| Jahr | Ort        | Betrieb             | Bild | Anteil | Verkauf | Bemerkungen                   |
| ---- | ---------- | ------------------- | ---- | ------ | ------- | ----------------------------- |
| 1714 | Schauren   | Hammer Birkenfeld   |      |        |         | erster Stummscher Eisenhammer |
| 1720 | Schauren   | Schmelze Birkenfeld |      |        |         | erste Stummsche Eisenschmelze |
| 1738 | Sensweiler | Stahlfabrik         |      |        |         |                               |

### Zweite Generation
Die zweite Generation hat ihren Sitz in Asbacherhütte, später in Abentheuer. Ihre Blütezeit ist die Mitte des 18. Jahrhunderts. Vertreter:
- Johann Nicolaus Stumm (1694–1769)
- Johann Heinrich Stumm (1710–1783)
- Johann Friedrich Stumm (1716–1791)

#### Werkliste
| Jahr | Ort                | Betrieb                   | Bild | Anteil | Verkauf | Bemerkungen |
| ---- | ------------------ | ------------------------- | ---- | ------ | ------- | --- |
| 1743 | Asbach             | Eisenschmelze             |      |        |         | |
| 1746 | Veldenz            | Berg- und Hüttenwerk      |      |        |         | zusammen mit dem Schwager Johann Franz König |
| 1747 | Dhronecken         | Eisen- und Kupferschmelze |      |        |         | im Röderbachtal, alsbald stillgelegt |
| 1758 | Katzenloch         | Katzenlocher Hammer       |      |        |         | |
| 1762 | Neunkirchen (Saar) | Neunkircher Eisenwerk     |      |        |         | Bewerbung als Pächter anlässlich einer Neuverpachtung blieb erfolglos, da den bisherigen Pächtern von Stockum und Söhne in Frankfurt am Main die Pacht verlängert wurde |
| 1763 | Abentheuer         | Abentheuerer Hütte        |      |        |         | |

### Dritte Generation
Die dritte Generation der Familie. Ihre Blütezeit reicht in das frühe 19. Jahrhundert hinein. 1802 übersiedelte Friedrich Philipp Stumm nach Saarbrücken und gründete 1806 im Verbund mit seinen Brüdern in Saarbrücken das Montanunternehmen Gebrüder Stumm. Ihre Vertreter sind:
- Johann Carl Stumm (1748–1791)
- Friedrich Philipp Stumm (1751–1835)
- Christian Philipp Stumm (1760–1826)
- Johann Ferdinand Stumm (1764–1839)

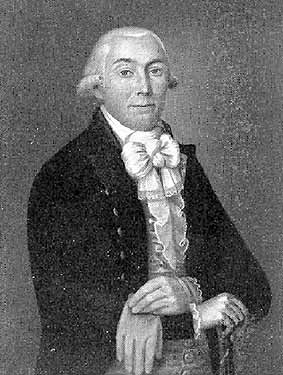
Friedrich Philipp Stumm
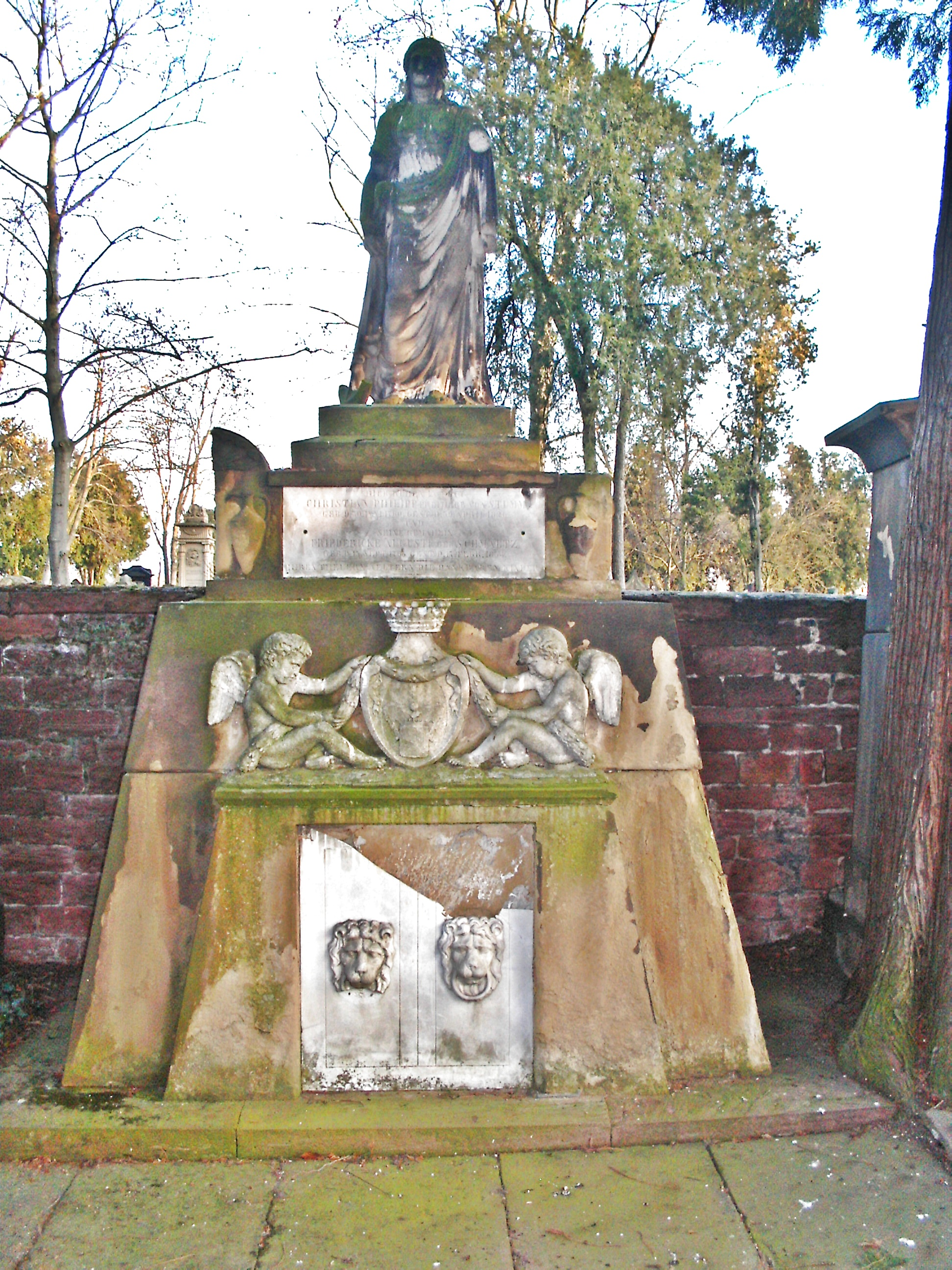
Grabmal der Familie Christian Philipp Stumm
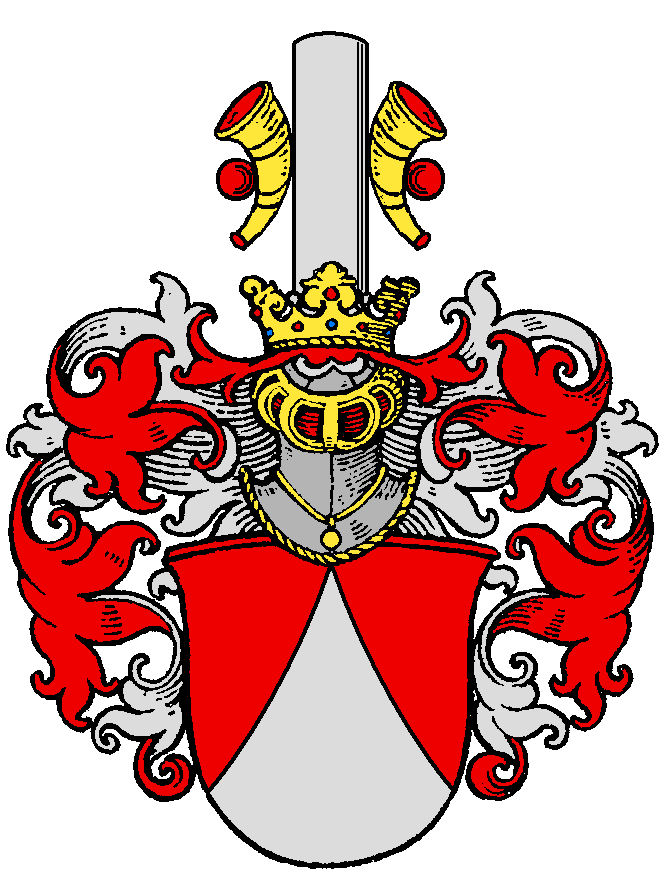
Wappen der Familie Christian Philipp Stumm

#### Werkliste
| Jahr | Ort                | Betrieb                | Bild | Anteil | Verkauf | Bemerkungen            |
| ---- | ------------------ | ---------------------- | ---- | ------ | ------- | ---------------------- |
| 1785 | Spabrücken         | Gräfenbacher Hütte     |      |        |         |                        |
| 1790 | Weiperath          | Weiperather Hammer     |      |        |         | 1817/18 stillgelegt    |
| 1793 | Weitersbach        | Weitersbacher Hütte    |      |        |         |                        |
| 1802 | Allenbach          | Allenbacher Hammer     |      |        |         |                        |
| 1806 | Neunkirchen (Saar) | Neunkircher Eisenwerk  |      |        | 1920    |                        |
| 1809 | Brebach            | Halberger Hütte        |      | 50 %   | 1860    |                        |
| 1809 | Fischbach          | Fischbacher Schmelze   |      | 50 %   | 1860    |                        |
| 1817 | Dillingen          | Dillinger Hütte        |      | 40 %   |         |                        |
|      | Bettingen          | Bettinger Eisenhütte   |      |        |         |                        |
| 1725 | Münchweiler        | Münchweiler Eisenwerk  |      |        |         | 1868 stillgelegt       |
| 1827 | Geislautern        | Eisenhütte Geislautern |      |        | 1827    | an die Dillinger Hütte |

### Vierte Generation
In der ersten Hälfte des 19. Jahrhunderts ging von England der Impuls zur Industriellen Revolution aus. Carl Friedrich Stumm erkannte die Bedeutung der Steinkohle und der Eisenbahn für die Zukunft der eisenschaffenden Industrie. Im Ergebnis wurden die Hochöfen auf Koks umgestellt und mit der Produktion von Eisenbahnschienen begonnen. Vertreter der vierten Generation sind:
- Heinrich Böcking (1785–1862), Bürgermeister von Saarbrücken, heiratete 1809 Charlotte Henriette Stumm
- Carl Friedrich Stumm (1798–1848), heiratete 1834 Marie Luise Böcking. Die Familie siedelte 1839 von Saarbrücken in das neu erbaute Herrenhaus an der Saarbrücker Straße in Neunkirchen um (1945 zerstört). Carl Friedrich Stumm ließ 1845 im Park des Herrenhauses auf einer Halbinsel am Hammerweiher eine ca. 4 m hohe gusseiserne neugotische Stele errichten. Sie erinnert an die Gebrüder Stumm und zählt die zwischen 1714 und 1845 von den Vorfahren Stumm betriebenen Eisenhämmer und Eisenwerke einzeln auf. Die Stele trägt auf ihren vier Seiten folgende Inschriften:[2]
  - „Den Vorfahren in Liebe und Dankbarkeit geweiht vom Sohn und Neffen Carl Friedrich Stumm 1845“
  - „Den Gebrüder Stumm Friedrich Philipp geb. 1751 gest. 1835. Christian Philipp geb. 1760 gest. 1826. Johann Ferdinand geb. 1784 gest. 1839“
  - „Hammer-Birkenfeld, Asbach, Katzenloch, Abentheuer, Gräfenbach, Weiprath, Weitersbach, Neunkirchen“
  - „Halberg, Fischbach, Dillingen, Bettingen, Münchweiler, Geislautern“

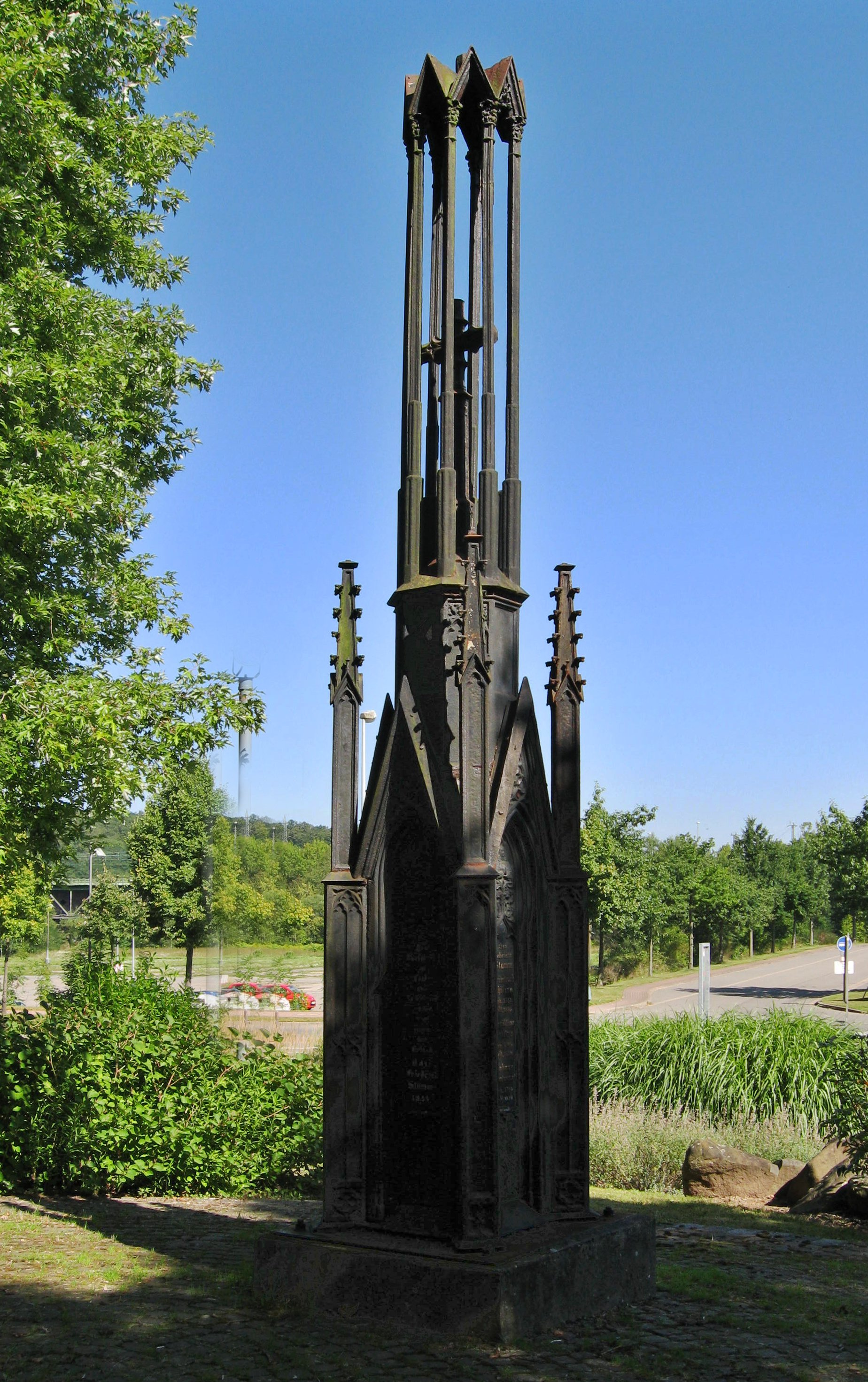
Denkmalstele Carl Friedrich Stumms in Neunkirchen, Lindenallee
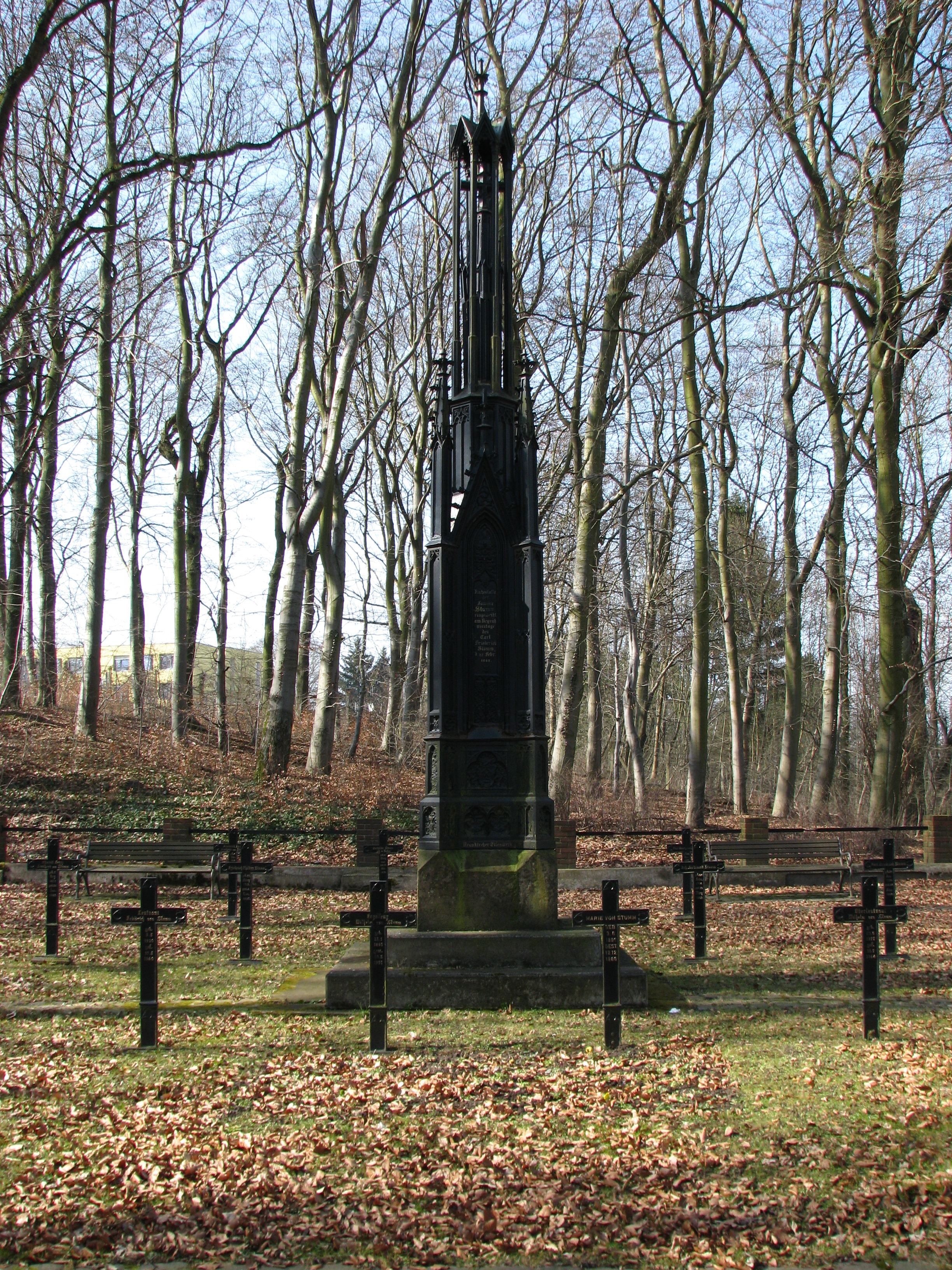
Grabstele Carl Friedrich Stumms in Neunkirchen, Sinnerthaler Weg

### Fünfte Generation
In der zweiten Hälfte des 19. Jahrhunderts gehörten die Stumms zu den reichsten und auch einflussreichsten Industriellen Deutschlands. 1888 nobilitiert, ließen die drei Brüder Stumm repräsentative Schlösser im Stil des Historismus erbauen (Schloss Halberg, Schloss Rauischholzhausen, Schloss Ramholz) und stifteten Kirchen (Christuskirche in Neunkirchen (Saar), Kirche in Rauischholzhausen) und gemeinnützige Einrichtungen. Vertreter der fünften Generation sind:
- Carl Ferdinand von Stumm-Halberg (1836–1901), heiratete 1860 Ida Charlotte Böcking
- Friedrich Adolf von Stumm (1838–1914), Vater des Wilhelm von Stumm
- Elisabeth von Stumm (1841–1913), heiratete Otto Heinrich Eberhard von Rundstedt
- Ferdinand Eduard von Stumm (1843–1925), Major, deutscher Botschafter in Madrid
- Hugo Rudolf von Stumm (1845–1910), heiratete 1882 Ludovica von Rauch (1866–1945)
- Heinrich Rudolph Böcking (1810–1871)
- Gustav Adolph Böcking (1812–1893)
- Eduard Böcking (1814–1894)

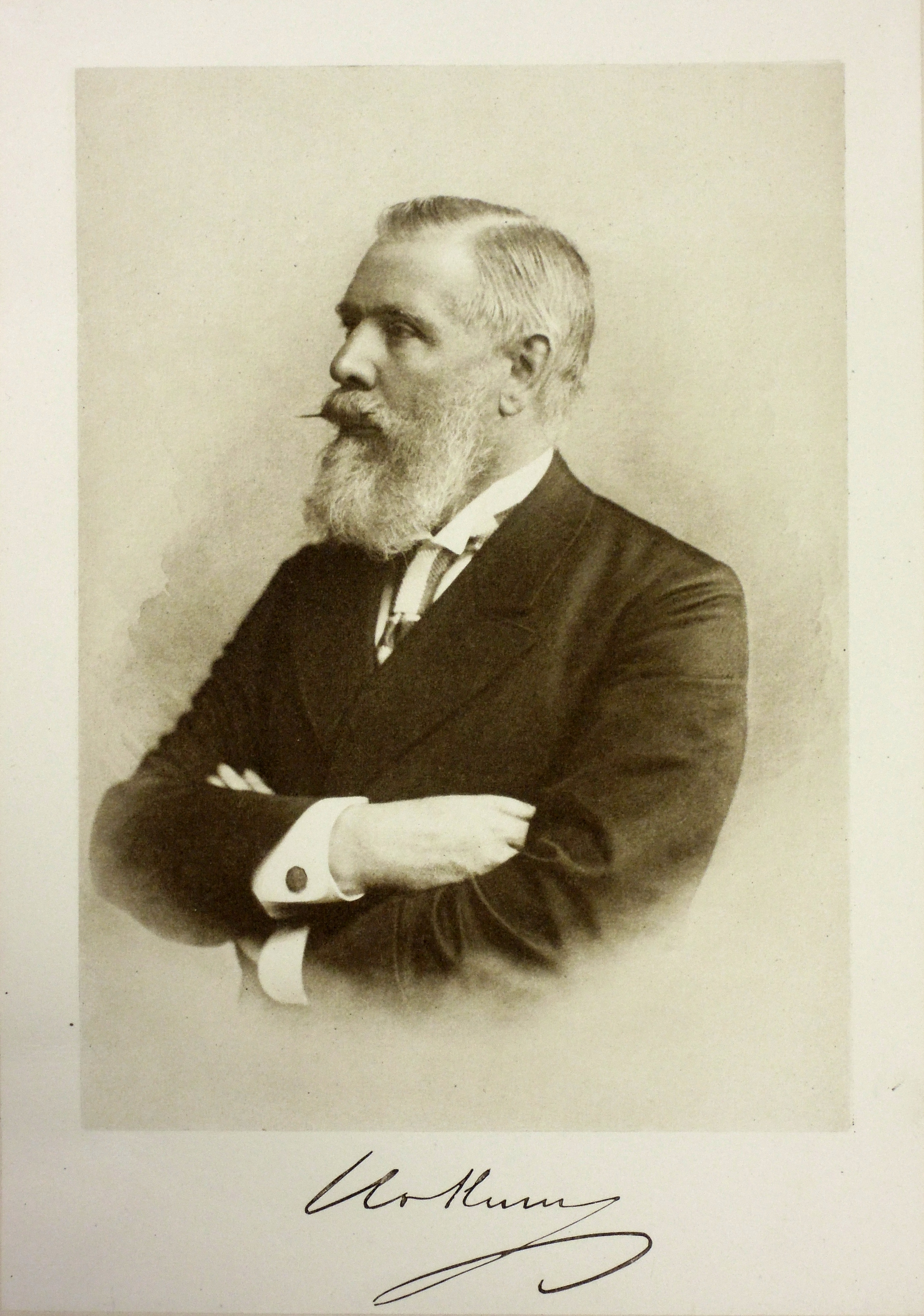
Carl Ferdinand von Stumm-Halberg
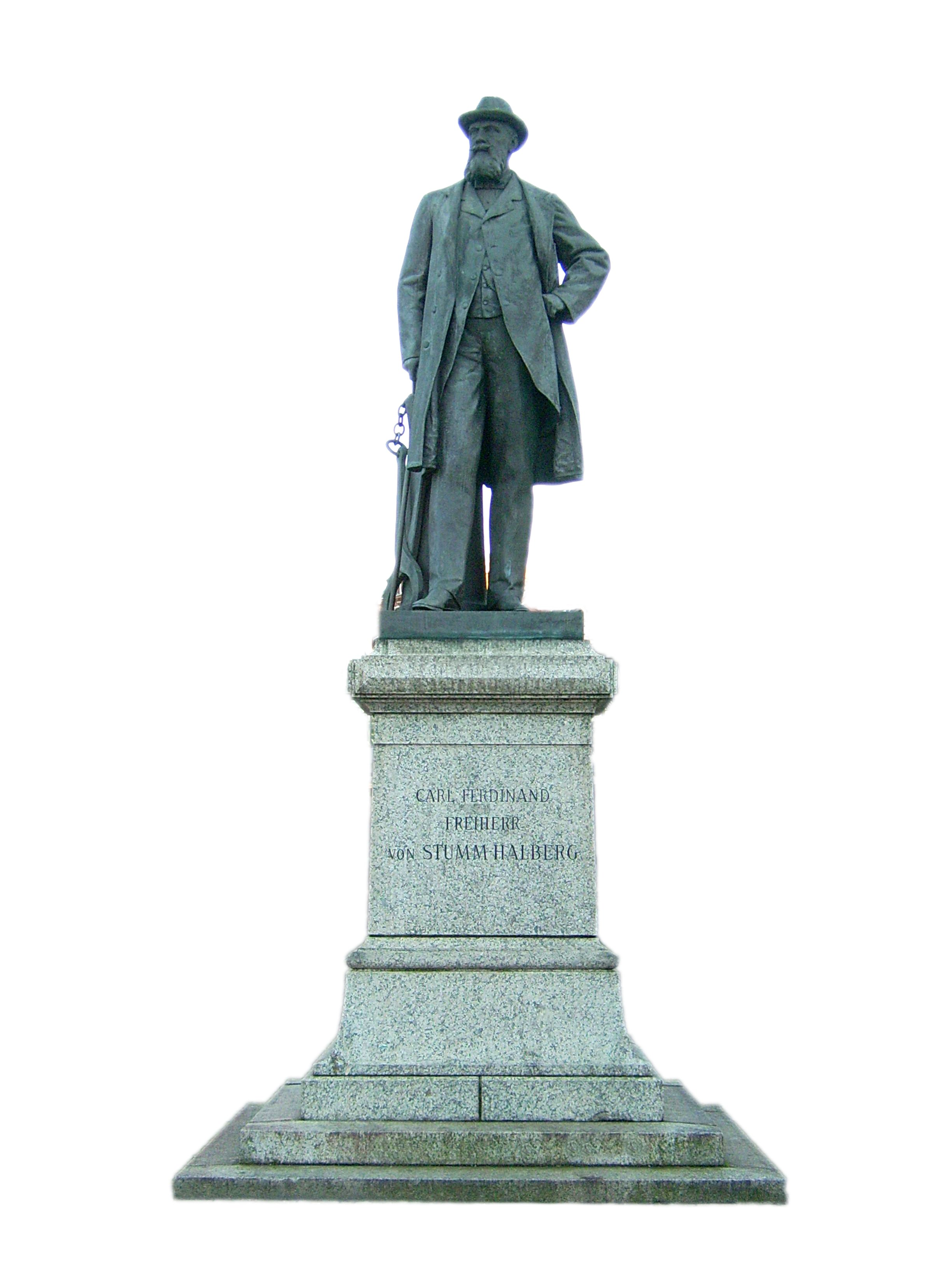
Stumm-Denkmal in Neunkirchen, Stummplatz
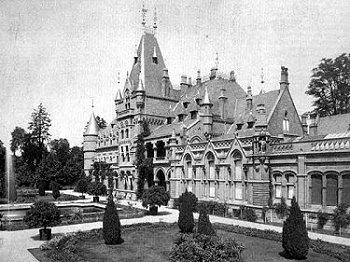
Schloss Halberg
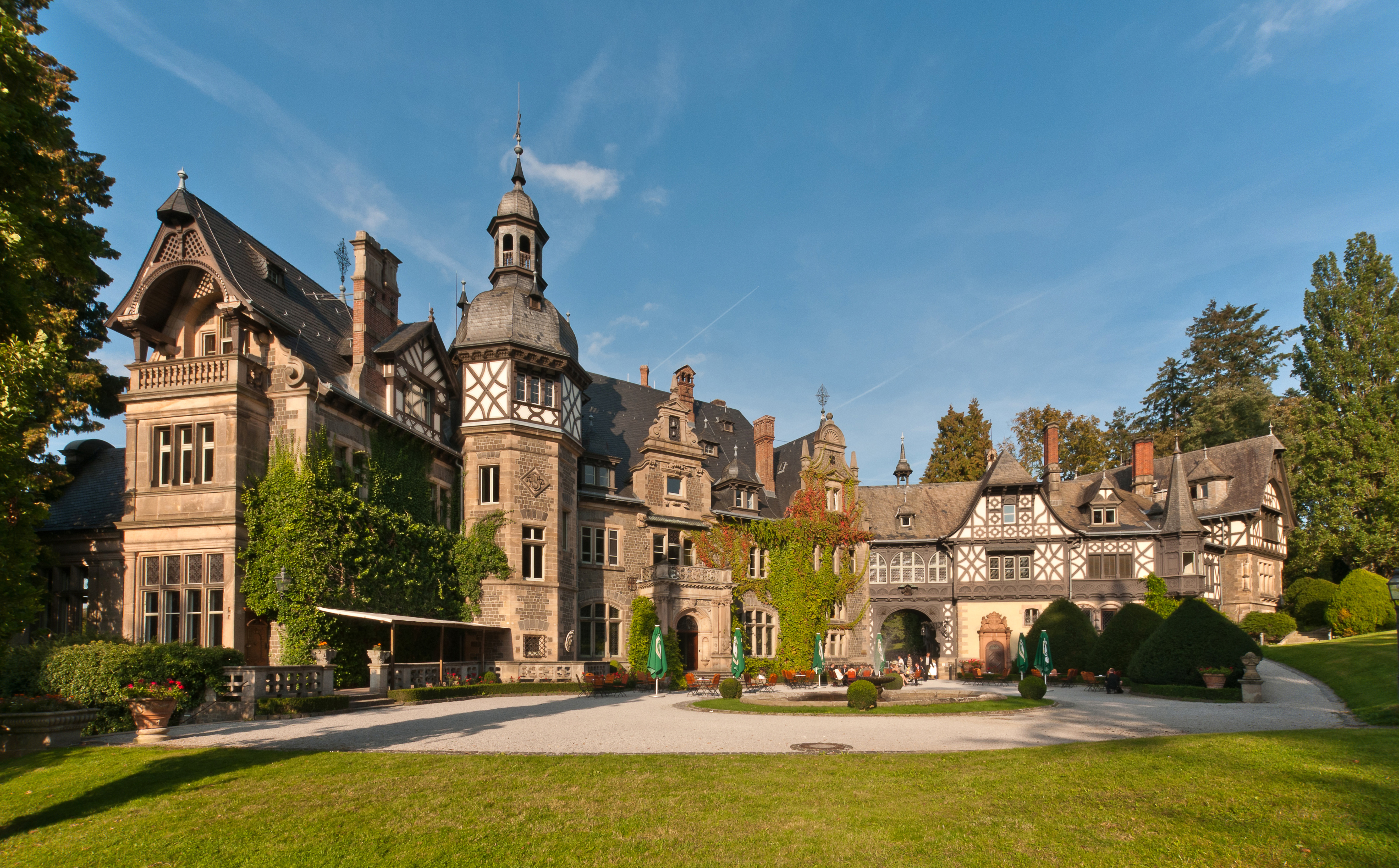
Schloss Rauischholzhausen
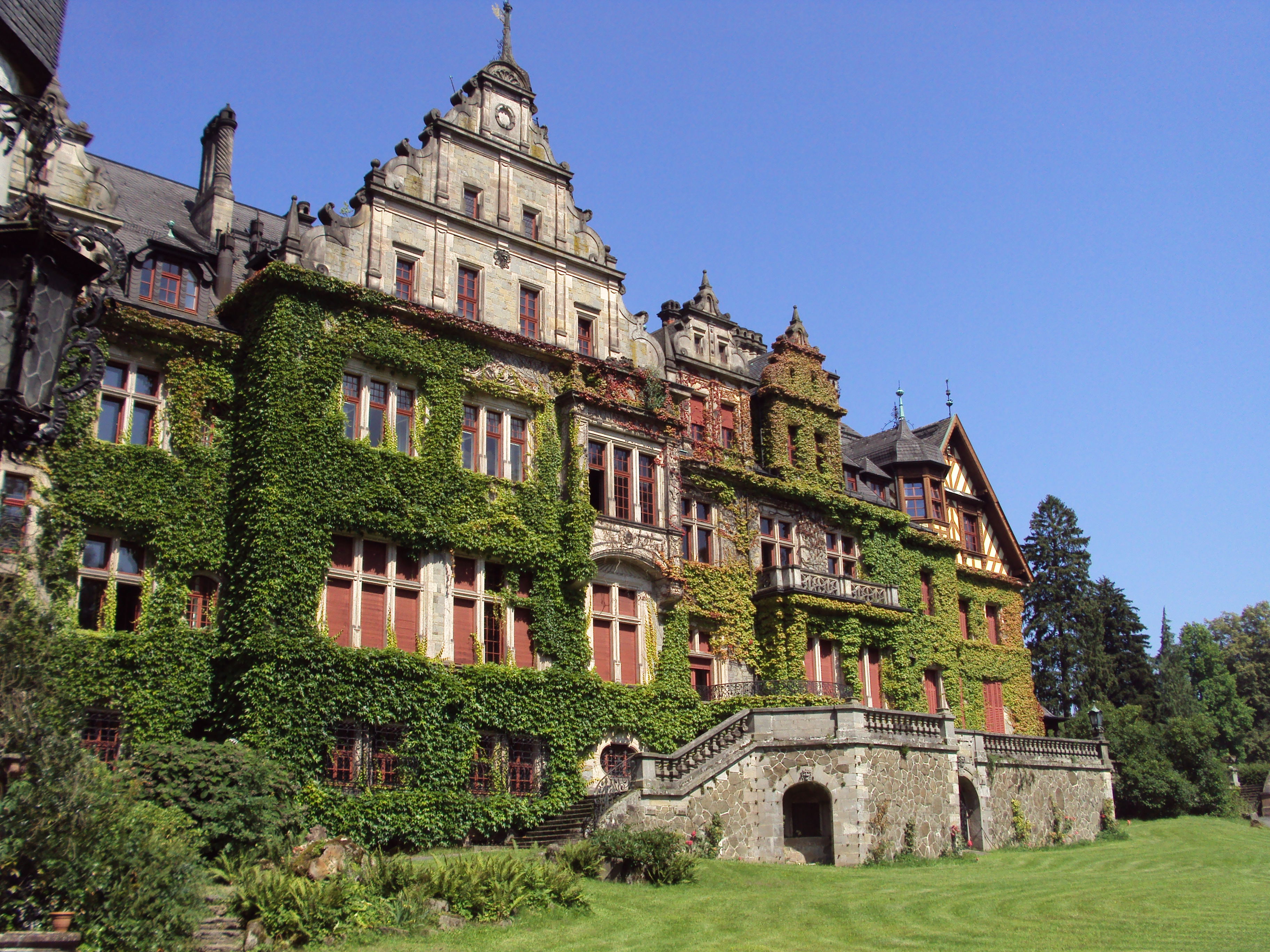
Schloss Ramholz

#### Werkliste
| Jahr | Ort       | Betrieb        | Bild | Anteil | Verkauf | Bemerkungen                                  |
| ---- | --------- | -------------- | ---- | ------ | ------- | -------------------------------------------- |
| 1891 | Ueckingen | Hochofenanlage |      |        | 1920    | zur Roheisenversorgung der Neunkircher Hütte |

### Sechste Generation
Die 6. Generation ist von den Umbrüchen der Zeit geprägt. Nach dem Tod Carl Ferdinands von Stumm-Halberg 1901 wurde die Kommanditgesellschaft 1903 in eine GmbH umgewandelt. Das Vermögen der Familie wurde 1913 auf 170 Millionen Mark geschätzt. Aufgrund der französischen Eingriffe nach 1918 (Zwangsverwaltung und Enteignung des Ueckinger Werks, Mehrheitsbeteiligung am Neunkircher Eisenwerk) verlagerte die Gebrüder Stumm GmbH ihre geschäftlichen Aktivitäten aus dem Saargebiet in das Ruhrgebiet.
Nach dem Zweiten Weltkrieg diversifizierte sich der Konzern über die Primärstufe Kohle und Stahl hinaus, ging jedoch aufgrund fehlgeschlagener Rohölspekulationen und trotz Bilanzfälschungen am 25. Oktober 1974 mit rund 14.000 Beschäftigten, 1,7 Milliarden Deutsche Mark Umsatz, mehr als 240 Millionen Deutsche Mark Verlusten und 300 Millionen Deutsche Mark Schulden in Konkurs.

## Wappen
Das Wappen der Familie von 1815 zeigt in Rot eine aufsteigende eingebogene silberne Spitze. Auf dem Helm mit rot-silbernen Decken ein Marmorsäulenschaft, beiderseits besteckt mit einem gestürzten goldenen Jagdhorn, in dessen Höhlung eine rote Kugel.